# راکتون (ایلینوی)
راکتون (به انگلیسی: Rockton) یک روستا در ایالات متحده آمریکا است که در ایلینوی واقع شده‌است. راکتون ۱۴٫۷۶ کیلومتر مربع مساحت و ۷٬۶۸۵ نفر جمعیت دارد و ۲۲۴٫۹۵ متر بالاتر از سطح دریا قرار دارد.